# Schloss Franzhagen
Das Schloss Franzhagen – auch bekannt als Schloss Franzenhagen, Franzgarten oder Franzhof – war ein Schloss in der Nähe des heutigen Schulendorf im südlichen Schleswig-Holstein. Von 1689 bis zum Aussterben der Linie 1709 war es im Besitz der Herzöge von Schleswig-Holstein-Sonderburg. 1716 wurde es abgebrochen.

## Geschichte
Das Schloss gründete auf einer älteren Anlage, die möglicherweise noch aus dem Mittelalter stammte. Unter Maria von Braunschweig-Wolfenbüttel wurde ein Meierhof angelegt und ab 1608 erfolgte durch ihren Gatten Herzog Franz II. von Sachsen-Lauenburg – einem Sohn des Herzogs Franz I. – ein Ausbau der Anlage zu einem großen Schloss mit umfangreichen Gartenanlagen. Dem Bauherrn gingen während der Arbeiten die finanziellen Mittel zur Neige, so dass einer örtlichen Legende nach die Arbeiter unbezahlt blieben. Franz II. nutzte das Schloss bis zu seinem Tod 1619, dann ging es in den Besitz seines Schwiegersohnes Philipp von Schleswig-Holstein-Sonderburg-Glücksburg über. Durch ihn gelangte das Schloss an seinen Neffen Johann Christian, der hier die kurzlebige Linie Schleswig-Holstein-Sonderburg-Franzhagen begründete.
Das Schloss musste aufgrund fortschreitender Baufälligkeit zu Beginn des 18. Jahrhunderts abgebrochen werden. Vom Gebäude ist heute nichts mehr erhalten, an die Anlage erinnert nur noch eine Straße namens Hofgraben, die den einstigen Schlossbezirk begrenzte. Die Ausstattung der ebenfalls abgebrochenen Schlosskapelle gelangte zum Teil in die Marienkirche im benachbarten Büchen.

## Eigentümer
- 1605–1626 Maria von Braunschweig-Wolfenbüttel (auch ihr Wittum)
- 1608–1619 Franz II. zu Sachsen-Lauenburg (Herzog und Ehemann)
- 1626–1635 August zu Sachsen-Lauenburg (Sohn und Erbe als Herzog, aber im Erbstreit mit den Brüdern, t. 1656)
- 1635–1658 Franz Heinrich von Sachsen-Lauenburg auf Franzhagen (nicht als Lehen, sondern als Gut, es gehört zu seiner Apanage)
- 1658–1665 Marie Juliane von Nassau-Siegen (Ehefrau, ihr Wittum)
- 1665–1709 Eleonore Charlotte von Sachsen-Lauenburg auf Franzhagen (Tochter und Erbin)
- 1676–1702 Christian Adolf I. von Schleswig-Holstein-Sonderburg (Ehemaliger Herzog auf Alsen, der 1667 abgesetzt wurde und nun als Ehemann Miteigentümer wird; beide sind Stifter der Linie Schleswig-Holstein-Sonderburg-Franzhagen)
- 1702–1707 Leopold Christian von Schleswig-Holstein-Sonderburg-Franzhagen (hat keine erbberechtigten Kinder, da von einer bürgerlichen Frau)
- 1707–1708 Ludwig Karl von Schleswig-Holstein-Sonderburg-Franzhagen
- 1708–1709 Christian Adolf II. von Schleswig-Holstein-Sonderburg-Franzhagen (sein minderjähriger Sohn und Erbe)
- 1709–1739 Anna Barbara Dorothea von Winterfeld (adelige Ehefrau von Ludwig Karl und Erbin; sie muss in ein Haus in Billwerder umziehen, da sie nicht für die Kosten des Schlosses aufkommen kann, die unebenbürtigen Kinder sterben jung, waren aber für ein Gut erbfähig).